# Tetragonodes amazonaria
Tetragonodes amazonaria är en fjärilsart som beskrevs av Felder 1875. Tetragonodes amazonaria ingår i släktet Tetragonodes och familjen mätare. Inga underarter finns listade i Catalogue of Life.